# Giorgio Alberto Chiurco
Giorgio Alberto Chiurco (Rovigno d'Istria, 13 ottobre 1895 – Brescia, 1975) è stato un medico, patologo, politico e squadrista italiano, fu deputato del PNF dal 1929 al 1939 e capo della Provincia di Siena durante la RSI.

## Biografia

### L'irredentismo
Nacque nel 1895 a Rovigno d'Istria, allora in Austria-Ungheria, da una famiglia irredentista in condizioni economiche disagiate: il padre Domenico era muratore saltuario, la madre Domenica Basilisco dedita a piccoli lavoretti. A Rovigno era conosciuto con il soprannome di Barbabella. Arrestato dagli austriaci all'entrata dell'Italia nella prima guerra mondiale, venne internato in un campo di detenzione.
Si trasferì a Siena per frequentare la Facoltà di Medicina, laureandosi nel 1921 e divenendo qui contradaiolo della Tartuca.

### Lo squadrismo 1919-22
Di estrazione repubblicana, aderì nel giugno 1919 ai Fasci Italiani di Combattimento e assunse il comando della squadra d'azione di Siena, divenendo in poco tempo prima segretario cittadino e poi segretario federale.
Promosse e coordinò l'attività delle squadre fasciste in provincia di Siena, partecipando anche a numerosi scontri con i socialisti. Il 3 maggio 1921, di ritorno da una spedizione contro le leghe rosse di Poggibonsi, fu arrestato per tentato omicidio plurimo e violenze private, ma fu rilasciato pochi giorni dopo. Il 16 giugno comandò una spedizione a Radicondoli, in seguito alla quale ottenne il secondo arresto; il terzo di questi avvenne a Montepulciano il 13 agosto, dove si diresse con una squadra "per un'inchiesta sulle continue persecuzioni dell'Autorità contro il Fascismo"
Nel settembre dello stesso anno partecipò ad una riunione segreta a Ferrara con Italo Balbo, Giuseppe Caradonna, e Codeluppi, con i quali avrebbe dovuto "uccidere Nitti in caso di un suo ritorno al potere".
Il 21 ottobre 1921 fu ferito al braccio sinistro da una scheggia di bomba a mano mentre tornava da una spedizione squadrista ad Ospo (Pola). A maggio del 1922 fu indagato, in concorso con altri, per violenze e tentato omicidio plurimo. Ad agosto del 1922, organizzò la repressione dello sciopero legalitario antifascista a Montieri, nel grossetano, intimando alla giunta comunale di dimettersi; la Questura avviò un'indagine contro di lui, dalla quale però uscì incolume grazie all'appoggio del prefetto. La stessa cosa avvenne dopo un'analoga spedizione l'11 agosto contro l'amministrazione comunale di Poggibonsi.
Nel settembre del 1921, nella provincia di Siena, fallite le trattative con gli agrari per l'assunzione, da parte di costoro, dei disoccupati della zona, Chiurco organizzò l'occupazione delle terre. Lo stesso Mussolini, tuttavia, espresse la sua disapprovazione per tale iniziativa, perché troppo simile ai metodi "bolscevichi".
Il 24 ottobre del 1922 venne convocato come delegato di Siena al congresso nazionale del Partito Nazionale Fascista (PNF) a Napoli. Nella notte del 26 partecipò alla riunione dei comandanti di legione e dei segretari politici federali della Toscana, a cui per Siena partecipò anche Vittorio di Rorà, in cui si decisero le linee guida dell'azione militare. Chiurco ebbe incarico di portare avanti l'esecuzione del piano, in collaborazione con l'ingegnere Ettore Bayon, capo della milizia fascista senese. Completata l'occupazione di Siena e dei centri della provincia la sera del 27 ottobre, Chiurco organizzò la partenza di tremila squadristi senesi verso Roma. Qui ricevette il comando di un'intera colonna di camicie nere, con l'ordine di guidare una delle direttrici dell'occupazione della Capitale: quella attraverso Porta Salaria.

### Attività durante il regime fascista
Divenne Console comandante e dopo divenne console generale medico della Milizia Volontaria per la Sicurezza Nazionale (MVSN). Fu parlamentare alla Camera dei deputati a partire dal 1929, rimanendo in carica fino al 1939.
Docente universitario, nel 1924 è assistente di clinica chirurgica presso l'Università di Siena, dove negli anni '30 fu incaricato di Patologia chirurgica e nel 1942 vinse il concorso per straordinario di patologia speciale chirurgica e propedeutica clinica.
Partecipò alla guerra d'Etiopia e nel 1936 fu medico militare in Somalia, dove diresse un ospedale da campo. Dal 1937 al 1939 fu volontario in Spagna durante la guerra civile spagnola, dove resse il reparto di Chirurgia dell'Ospedale Militare di Saragozza.
Nel 1938 viene invitato in Germania dal professor Ernst Ferdinand Sauerbruch, direttore della clinica chirurgica dell'Università di Berlino, per tenere una lezione sulle lesioni chirurgiche nella Guerra d'Abissinia e sull'esperienza ottenuta nell'Africa Orientale Italiana.
Dopo l'8 settembre 1943 aderì alla Repubblica Sociale Italiana (RSI) e fu Prefetto di Siena (25 ottobre 1943-1º luglio 1944). Sottoposto nell'ottobre 1944 a procedimento d'epurazione dall'università di Siena, fu aggregato come straordinario di patologia clinica all'università di Milano, nel territorio della Rsi.
Nel 1944-1945 fu Delegato Generale della Croce Rossa Italiana per la Repubblica Sociale Italiana in Germania a Berlino.

### Il dopoguerra
Subito dopo la Liberazione fu condannato a morte per crimini di guerra.
Arrestato dalla polizia militare alleata in Austria nell'agosto del 1945, fu consegnato al prefetto di Verona che lo tradusse in carcere.
Nel 1948 la Corte di Assise Speciale di Siena lo condannò all'ergastolo per collaborazionismo e a 30 anni di prigionia per concorso nell'omicidio dei partigiani periti nelle varie azioni da lui ordinate, in particolare la strage di Montemaggio e fu detenuto nel carcere di Viterbo. Nel 1949 fu dispensato dal servizio universitario. Il 20 gennaio 1950 la Corte d'Assise di Viterbo lo condannò a 22 anni di reclusione, per collaborazionismo militare e omicidio continuato e aggravato, sentenza contro cui Chiurco ricorse in Cassazione. La Cassazione annullò la sentenza, rinviando alla Corte d'Appello di Perugia, la quale il 20 giugno 1953 lo prosciolse dall'accusa di omicidio e riconobbe l'intervenuta amnistia per il reato di collaborazionismo.
Riammesso all'insegnamento universitario nel 1954, fu nominato ordinario nel 1955.
In campo medico negli anni cinquanta approfondì i suoi studi sul cancro, inteso come malattia professionale. Pubblicò diversi articoli che gli valsero una certa notorietà nel mondo accademico.
Nel 1958 fu direttore del centro ricerche e studi precancerosi dell'università di Roma.
È stato membro della Accademia Tiberina.

### Il saggista
La sua Storia della Rivoluzione Fascista (1919-1922), pubblicata nel 1929 in cinque volumi, è un'opera cronachistica degli eventi italiani del primo dopoguerra, ma dalla storiografia più autorevole è considerata  scientificamente poco valida, faziosa e sostanzialmente inutile ai fini della comprensione degli avvenimenti narrati.
(Giorgio Alberto Chiurco, prefazione a Storia della Rivoluzione Fascista (1919-1922))
La sua opera La sanità delle razze nell'impero italiano, con le sue oltre mille pagine in cui Chiurco asseriva tra l'altro l'"inferiorità biologica dei negri", divenne uno dei principali riferimenti pseudo-scientifici a giustificazione delle leggi razziali. In tale opera Chiurco analizzò quello che definì il "regresso degli etiopi", asserendo che ormai non solo l'etiope, ma "la razza nera è refrattaria ad ogni evoluzione intellettuale".

## Opere

### Saggi storici
- Fascismo Senese. Martirologio toscano dalla nascita alla gloria di Roma, Tipografia Combattenti, Siena, 1923.
- Fascismo universitario senese dalle origini alla sagra di Santa Gorizia, Tipografia S. Bernardino, Siena, 1927.
- Storia della Rivoluzione Fascista, V voll., Vallecchi editore, Firenze, 1929 (ristampato dalle Edizioni del Borghese nel 1972).
- La rivoluzione fascista con particolare riguardo alla provincia di Siena, Meini, Siena 1929?, estr. da «Il popolo senese», 7(1929), n. 22
- Manuale di cultura fascista, ed. A. Morano, 1930.
- Elementi di cultura Fascista, ed. A. Morano, 1934.

### Pubblicazioni di medicina
- Micosi chirurgiche, con Giuseppe Bolognesi, Senese, Siena, 1927.
- L'educazione fisica nello Stato fascista: fisiologia e patologia chirurgica dello sport, S. Bernardino, Siena, 1935.
- Contributo alla chirurgia cranica: ematoma intracerebrale, S. Bernardino, Siena, 1938.
- La sanità delle razze nell'Impero Italiano: di Giorgio Alberto Chiurco, Istituto fascista dell'Africa italiana, 1940.
- Attività didattica, scientifica-chirurgica in pace e in guerra dell'Istituto di Patologia Chirurgica e Propedeutica Clinica della R. Università di Siena, S. Caterina, Siena, 1942.
- Precancerogenesi e tumori professionali (Malattie professionali: prevenzioni, diagnosi e terapie precoci), (EN)  [Precancerous lesions and occupational tumors (occupational diseases, prevention, early diagnosis and therapy], Vol. I, Tipo-Litografia INAIL, Milano, 1955.
- Vivre et travailler dans la joie, ed. IRCP, 1973 (testo in lingua francese, è l'ultimo libro scritto da Chiurco e da quello che è stato possibile conoscere, ne rimane una sola copia privata in tutto il mondo[senza fonte], oltre alla copia presso l'U.S. National Library of Medicine - National Institutes of Health).

Fu inoltre autore di 21 altre pubblicazioni (tra il 1954 e il 1973), che possono essere reperite (in italiano, spagnolo, inglese e tedesco) presso la National Library of Medicine di Bethesda, Maryland negli Stati Uniti.